# Rafał Łuszczewski
Rafael Alexander Luszczewski, noto anche come Rafał A. Łuszczewski, Raphael Alexandre Lustchevsky (Opole, 1979), è un pianista polacco e organizza concorsi di pianoforte dedicati alla musica di Chopin in America meridionale.

## Nota biografica
All'età di 16 anni ha debuttato con la Tokyo Symphony Orchestra in Giappone. Nel 2001, è stato inserito come artista Steinway nella lista di pianisti "The Steinway & Sons Artists" Roster" a New York.

## Discografia
fonti:
- 2019: Chopin Ballades, Dux Recording Producers, DUX 1627 (F. Chopin: Quattro Baladas, Fantasia, Berceuse, Barcarola)[6]
- 2017: Polish Chamber Music, Dux Recording Producers, DUX 1240 (J. Elsner: Quartetto per pianoforte e archi, E. Kania: Trio per pianoforte e archi)[7][8]
- 2015: Fryderyk Chopin Live, Dux Recording Producers, DUX 1240 (F. Chopin: Quattro Scherzos, Polonaises)
- 2010: Dancing in Blue, Dux Recording Producers, DUX 0745 (opere di I. Albeniz, A. Ginastera, A. Piazzolla, G. Gershwin)[9][10]
- 2004: Modern Classics from Poland Vol.II, Si Music Ltd., SIMUSIC 003 (K. Dębski: Concerto per pianoforte e orchestra "Ceceno")
- 2001: Beethoven Emperor, Anber Classics ACCD-101 (L. van Beethoven: Concerto n.5 per pianoforte e orchestra in mi bemolle maggiore Op.73 "Emperador")
- 2001: Sonderkonzert für die Jugend der Innerschweiz, Labor GA Zurich (J.S. Bach: Concerto per pianoforte e orchestra in la maggiore BWV1055)
- 1999: Hommage à Frédéric Chopin, Montblanc MB-004 (F. Chopin: Concerto n.1 per pianoforte e orchestra in mi minore Op.11)
- 1997: Chopin Recital, Polskie Radio S.A. PRCD-051 (F. Chopin: Sonata n.3 in si minore Op.58)
- 1991: A Portrait of Rafał Łuszczewski, Pony Canyon Inc. PCCL-00124 (opere di F. Chopin, F. Liszt)